# Собор Сладчайшего Имени Марии
 Собор Сладчайшего Имени Марии (англ. Dulce Nombre de Maria Cathedral Basilica) — католическая церковь, находящаяся в городе Хагатна, остров Гуам, США. Церковь Сладчайшего Имени Марии является кафедральным собором архиепархии Аганьи и малой базиликой.

## История
Современный храм Сладчайшего Имени Марии располагается на месте предыдущей церкви, построенной блаженным Диего Луисом де Сан-Виторесом в 1669 году. Старый храм представлял собой деревянную часовню. Вокруг этой часовни на острове Гуам постепенно формировался современный город Хагатна. Эта часовня, построенная блаженным Диего Луисом де Сан-Виторесом при содействии местных жителей чаморро, была освящена 2 февраля 1669 года. Испанская принцесса Мария Анна Нёйбургская пожертвовала на строительство часовни 300 песо, глава острова Кепуха подарил католическому приходу землю под строительство. В 1670 году началась перестройка часовни для увеличения её вместительности. Стены церкви были обложены кораллом, потолки и полы были укреплены деревянным материалом. На задней стене церкви была сделана фреска, изображающая Успения Пресвятой Девы Марии. Эта церковь была разрушена во время японской бомбардировки острова Гуама во время II Мировой войны.
Во время испанской колонизации на архипелаге Гуама были также построены и другие католические храмы, однако во время борьбы чаморро с испанскими колонизаторами многие храмы были разрушены, а другие пришли в негодность по естественным причинам. До II Мировой войны на острове Гуам находилось 9 католических церквей и 22 часовен. Почти все эти культовые сооружения были разрушены в результате бомбардировок во время II Мировой войны.

## В настоящее время
Сегодняшний собор Сладчайшего Имени Марии был построен в 1959 году. 14 октября 1965 года Римский папа Павел VI учредил архиепархию Аганьи и церковь Сладчайшего Имени Марии была объявлена малой базиликой и кафедральным собором.

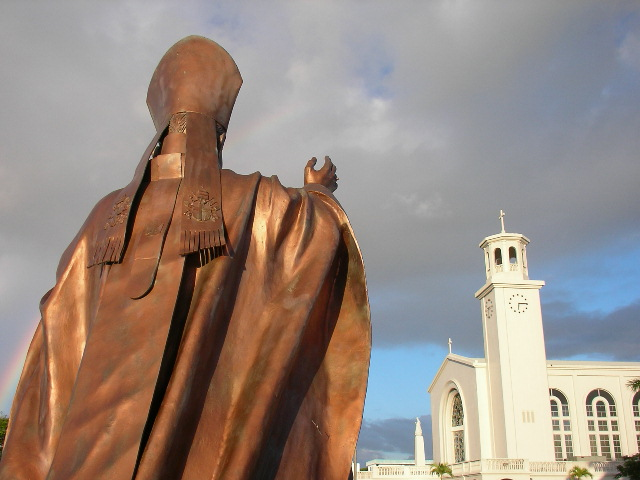
Статуя Римского папы Иоанна Павла II и собор Сладчайшего Имени Марии

22 февраля 1981 года собор Сладчайшего Имени Марии посетил Римский папа Иоанн Павел II.
В настоящее время церковь Сладчайшего Имени Марии является местной достопримечательностью. Возле неё находятся многочисленные кафе и сувенирные лавки.